# Inégalité de Gibbs

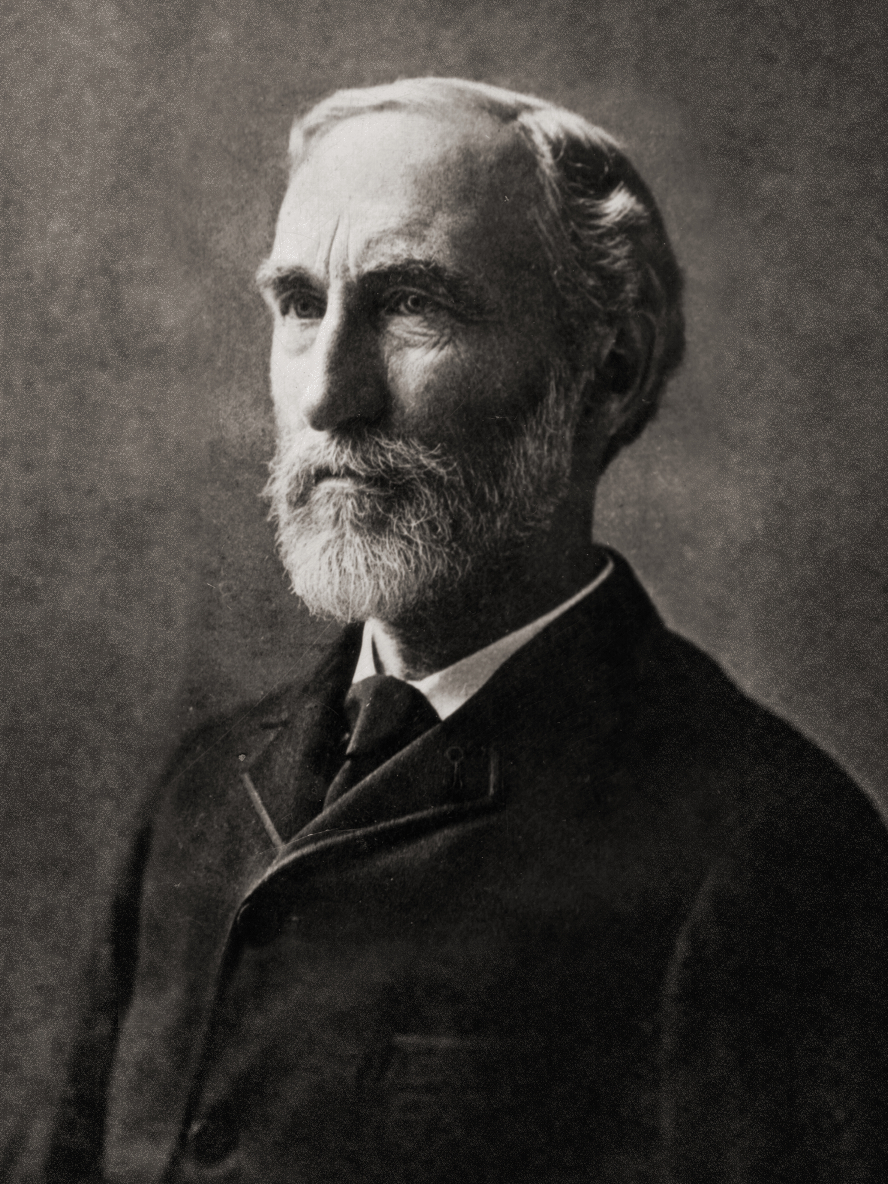
Willard Gibbs.

En théorie de l'information, l'inégalité de Gibbs, nommée en l'honneur de Willard Gibbs, porte sur l'entropie d'une distribution de probabilités. Elle sert à prouver de nombreux résultats en théorie de l'information.

## Enoncé
Soient deux distributions de probabilités {\displaystyle P=\{p_{1},p_{2},...p_{n}\}} et {\displaystyle Q=\{q_{1},q_{2},...,q_{n}\}}, alors
{\displaystyle -\sum _{i=1}^{n}p_{i}\log(p_{i})\leq -\sum _{i=1}^{n}p_{i}\log(q_{i})}.
Le cas d'égalité se produit si et seulement si {\displaystyle p_{i}=q_{i}} pour tout {\displaystyle i}.

## Démonstration
D'après l'inégalité de Jensen, puisque le logarithme est concave,
{\displaystyle \sum _{i=0}^{n}p_{i}\log \left({\frac {q_{i}}{p_{i}}}\right)\leq \log \left(\sum _{i=0}^{n}p_{i}{\frac {q_{i}}{p_{i}}}\right)=\log(1)=0}.
Cela équivaut à 
{\displaystyle -\sum _{i=0}^{n}p_{i}\log(p_{i})\leq -\sum _{i=0}^{n}p_{i}\log(q_{i})}
et montre donc l'inégalité.
Comme le logarithme n'est pas linéaire, le cas d'égalité dans l'inégalité de Jensen, et à fortiori dans la première inégalité ci-dessus, est réalisé si et seulement si tous les {\displaystyle p_{i}/q_{i}} sont égaux, ce qui équivaut au fait que {\displaystyle p_{i}=q_{i}} pour tout {\displaystyle i} car ce sont des distributions de probabilités.